# Maurice Peeters
Maurice Peeters (n. 5 mai 1882, Antwerpen, Flandra, Belgia – d. 6 decembrie 1957, Leidschendam⁠(d), Olanda de Sud, Țările de Jos) a fost un ciclist olandez, medaliat olimpic. A participat la o ediție a Jocurilor Olimpice (1924) în care a câștigat o medalie de bronz.